# اسکولد ایوانتچیک
اسکولد ایگورویچ ایوانتچیک (به روسی: Аско́льд И́горевич Ива́нчик) (زاده 2 مه 1965) تاریخ‌دان روسی است. او دکترایش را در سال 1996 گرفت. او عضو مسئول آکادمی علوم روسیه در سال 2003 شد و استاد تاریخ دانشگاه دولتی مسکو شد. از سال 2009 به بعد، او جز هیئت ویراستار ژورنال منادی تاریخ باستان شد. ایوانتچیک متخصص مطالعات قبیله‌های استپ اوراسیا من جمله کیمری‌ها و سکاها شد. از سال 2017 به بعد او ویراستار مجله تمدن باستانی از سکاها تا سیبری شد و عضو خارجی مسئول فرهنگستان کتیبه‌شناسی و زبان‌های باستانی فرانسه شد.

## منبع
مشارکت‌کنندگان ویکی‌پدیا. «Askold Ivantchik». در دانشنامهٔ ویکی‌پدیای انگلیسی، بازبینی‌شده در ۲۰۲۴-۰۶-۳۰.